# Astragalus yangtzeanus
Astragalus yangtzeanus är en ärtväxtart som beskrevs av George Simpson. Astragalus yangtzeanus ingår i släktet vedlar, och familjen ärtväxter. Inga underarter finns listade i Catalogue of Life.